# Conioselinum tenuissimum
Conioselinum tenuissimum är en växtart i släktet ryssiljor och familjen flockblommiga växter.
Arten är en perenn ört som förekommer i norra Kina och på Koreahalvön. Den beskrevs först som Angelica tenuissima av Takenoshin Nakai 1919, och fick sitt nu gällande namn av Michail Pimenov och Jevgenij Kljujkov 2003.